# Scolopendra
Scolopendra é um gênero de lacraias (família Scolopendridae).

## Descrição
O gênero "Scolopendra" é representado por muitas espécies nos trópicos do mundo e em áreas temperadas mais quentes, variando consideravelmente em termos de coloração e tamanho. Em geral, "Scolopendra" são centopéias muito grandes, com até mesmo o menor exemplar capaz de atingir pelo menos 10 cm (3,9 pol) na maturidade. As maiores espécies encontradas em climas tropicais podem exceder 30 cm (12 pol) e são as maiores centopéias vivas do mundo.

## Ecologia
As lacraias do gênero Scolopendra são predadoras ativas, alimentando-se principalmente de insetos e outros invertebrados. Espécimes maiores foram observados atacando rãs, tarântulass, lagartos, pássaros, serpentes, roedores e até morcegos. Uma espécie do sudeste asiático, S. catarata, é anfíbia e nada e caminha debaixo d'água.

## História taxonômica
Scolopendra foi um dos gêneros criados por Carl Linnaeus em sua décima primeira edição de 1758 do livro Systema Naturae, que foi o livro usado como o ponto de partida para a nomenclatura zoológica. Apenas duas das espécies originalmente atribuídas ao gênero permanecem assim: Scolopendra gigantea e S. morsitans; sendo este último renomeado pela Comissão Internacional sobre Nomenclatura Zoológica, anulando uma designação anterior de Pierre André Latreille, na qual ele escolheu Scolopendra forficata de Linnaeus (agora Lithobius forficatus).

## Veneno
O veneno não é medicamente significativo para a maioria das espécies, no entanto, as mordidas da espécie Scolopendra subspinipes  são relatadas como causadoras de dor e inchaço extremos, e causaram uma fatalidade relatada.
Verificou-se que o veneno de certas espécies de Scolopendra contém compostos como serotonina, fosfolipase hemolítica, uma proteína cardiotóxica, e uma citolisina.

## Espécies
O gênero contém as seguintes espécies:
- Scolopendra abnormis Lewis & Daszak, 1996
- Scolopendra afer (Meinert, 1886)
- Scolopendra algerina Newport, 1845
- Scolopendra alternans Leach, 1813
- Scolopendra andhrensis Jangi & Dass, 1984
- Scolopendra angulata Newport, 1844
- Scolopendra angusticollis Murray, 1887
- Scolopendra anomia Newport, 1844
- Scolopendra appendiculata Daday, 1891
- Scolopendra arborea Lewis, 1982
- Scolopendra arenicola (Lawrence, 1975)
- Scolopendra arthrorhabdoides Ribaut, 1912
- Scolopendra attemsi Lewis, Minelli & Shelley, 2006
- Scolopendra aztecorum Verhoeff, 1934
- Scolopendra calcarata Porat, 1876
- Scolopendra canidens Newport, 1844
- Scolopendra cataracta Siriwut, Edgecombe & Panha, 2016[9]
- Scolopendra childreni Newport, 1844
- Scolopendra chlora Chamberlin, 1942
- Scolopendra chlorotes C. L. Koch, 1856
- Scolopendra cingulata Latreille, 1829
- Scolopendra clavipes C. L. Koch, 1847
- Scolopendra concolor Newport, 1845
- Scolopendra crassa Templeton, 1846
- Scolopendra cretica Attems, 1902
- Scolopendra cribrifera Gervais, 1847
- Scolopendra crudelis C. L. Koch, 1847
- Scolopendra dalmatica C. L. Koch, 1847
- Scolopendra dawydoffi Kronmüller, 2012
- Scolopendra dehaani Brandt, 1840
- Scolopendra ellorensis Jangi & Dass, 1984
- Scolopendra fissispina L. Koch, 1865
- Scolopendra foveolata Verhoeff, 1937
- Scolopendra galapagoensis Bollman, 1889
- Scolopendra gigantea Linnaeus, 1758
- Scolopendra gracillima Attems, 1898
- Scolopendra hainanum Kronmüller, 2012
- Scolopendra hardwickei Newport, 1844
- Scolopendra hermosa Chamberlin, 1941
- Scolopendra heros Girard, 1853
- Scolopendra horrida C. L. Koch, 1847
- Scolopendra inaequidens Gervais, 1847
- Scolopendra indiae (Chamberlin, 1914)
- Scolopendra indica Meinert, 1886
- Scolopendra inermipes C. L. Koch, 1847
- Scolopendra inermis Newport, 1845
- Scolopendra jangii Khanna & Yadav, 1997
- Scolopendra japonica Koch, 1878
- Scolopendra koreana (Verhoeff, 1934)
- Scolopendra labiata C. L. Koch, 1863
- Scolopendra laeta Haase, 1887
- Scolopendra langi (Chamberlin, 1927)
- Scolopendra latro Meinert, 1886
- Scolopendra limicolor Wood, 1861
- Scolopendra lucasii Gervais, 1847
- Scolopendra lutea (Attems, 1928)
- Scolopendra madagascariensis Attems, 1910
- Scolopendra malkini Chamberlin, 1955
- Scolopendra mazbii Gravely, 1912
- Scolopendra media (Muralewicz, 1926)
- Scolopendra melionii Lucas, 1853
- Scolopendra metuenda Pocock, 1895
- Scolopendra michoacana Chamberlin, 1941
- Scolopendra mima Chamberlin, 1942
- Scolopendra mirabilis (Porat, 1876)
- Scolopendra monticola (Lawrence, 1975)
- Scolopendra morsitans Linnaeus, 1758
- Scolopendra multidens Newport, 1844
- Scolopendra negrocapitis Zhang & Wang, 1999
- Scolopendra nuda (Jangi & Dass, 1980)
- Scolopendra occidentalis F. Meinert, 1886
- Scolopendra octodentata Verhoeff, 1934
- Scolopendra oraniensis Lucas, 1846
- Scolopendra pachygnatha Pocock, 1895
- Scolopendra paranuda (Khanna & Tripathi, 1987)
- Scolopendra pentagramma Motschoulsky, 1886
- Scolopendra pinguis Pocock, 1891
- Scolopendra polymorpha Wood, 1861
- Scolopendra pomacea C. L. Koch, 1847
- Scolopendra puncticeps Wood, 1861
- Scolopendra punensis Jangi & Dass, 1984
- Scolopendra robusta Kraepelin, 1903
- Scolopendra sanatillae Bollman, 1893
- Scolopendra silhetensis Newport, 1845
- Scolopendra spinipriva Bücherl, 1946
- Scolopendra spinosissima Kraepelin, 1903
- Scolopendra subspinipes Leach, 1816
- Scolopendra sumichrasti Saussure, 1860
- Scolopendra tenuitarsis Pocock, 1895
- Scolopendra valida Lucas, 1840
- Scolopendra violacea Fabricius, 1798
- Scolopendra viridicornis Newport, 1844
- Scolopendra viridipes Dufour, 1820
- Scolopendra viridis Say, 1821
- Scolopendra zuluana (Lawrence, 1958)